# Artyleria w II Rzeczypospolitej

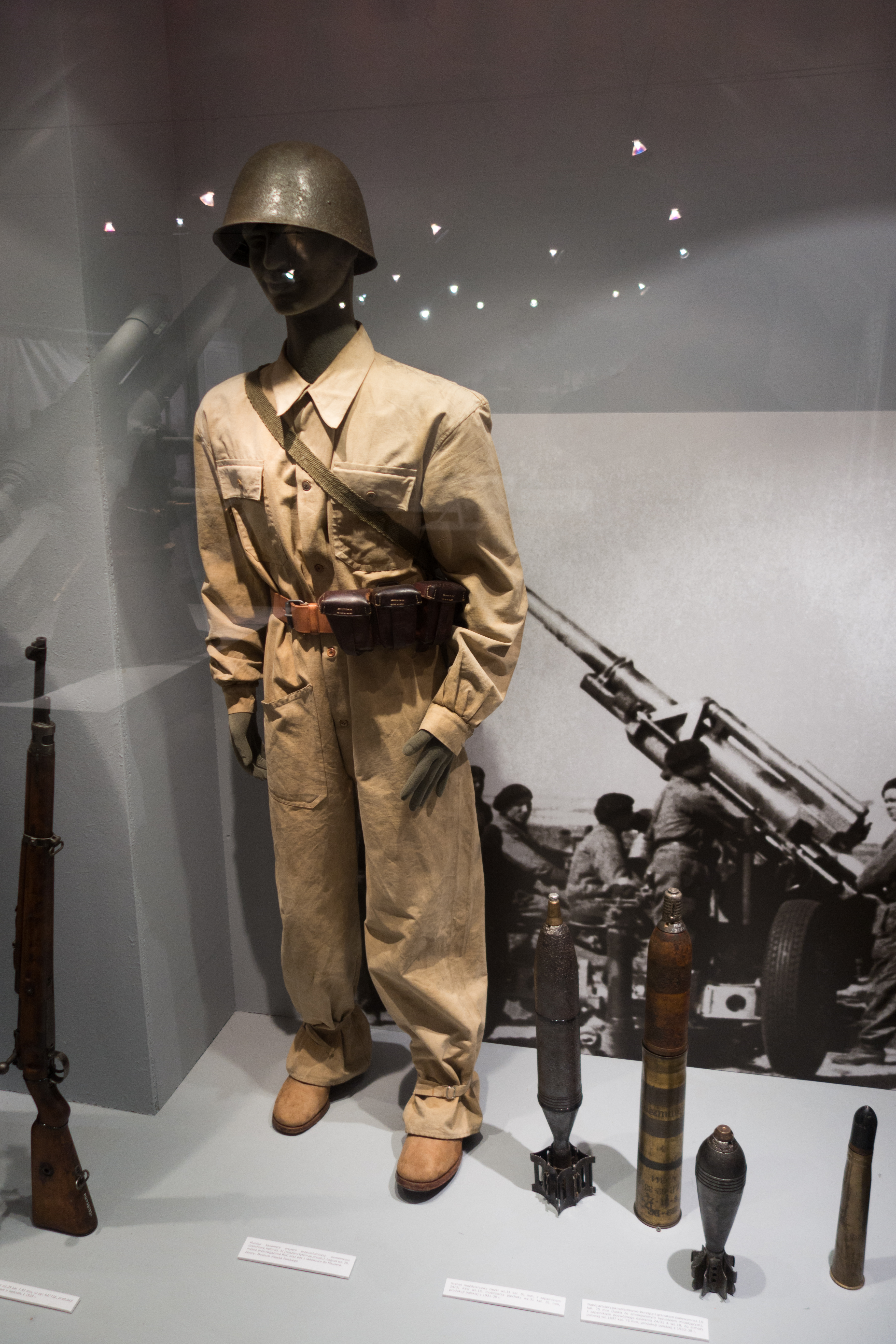
Mundur kanoniera artylerii przeciwlotniczej i hełm wz. 31 w Muzeum Polskiej Techniki Wojskowej

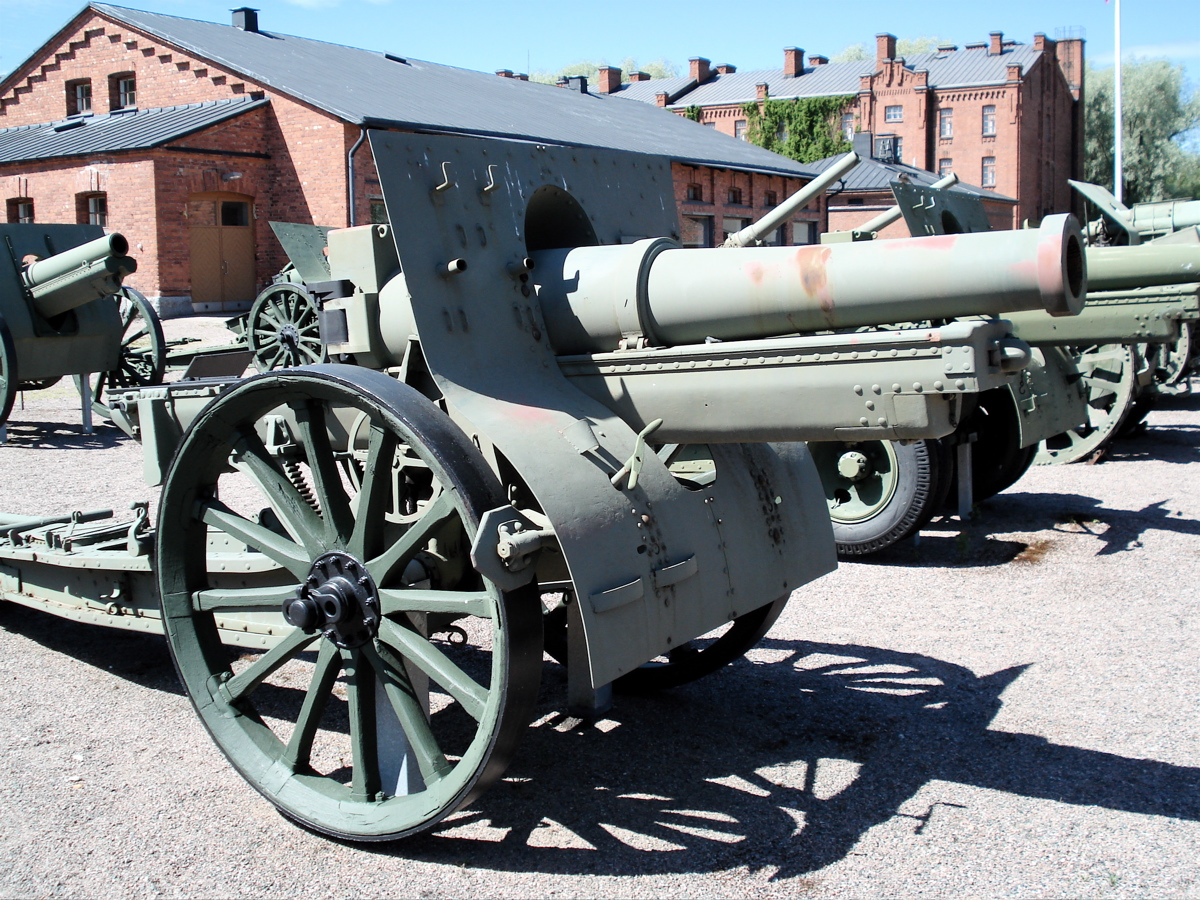
Haubica kal. 155 mm wz. 17

Artyleria w II Rzeczypospolitej – jeden z trzech, obok piechoty i kawalerii, głównych rodzajów wojska Sił Zbrojnych II RP (w ówczesnej terminologii rodzaj wojsk nazywano bronią).
1 czerwca 1939 r. w artylerii pełniło służbę 2589 oficerów, 4974 podoficerów zawodowych i nadterminowych oraz 53 320 szeregowych, co stanowiło 13,8% wszystkich żołnierzy WP (bez KOP). Pod względem liczebności stanów osobowych artyleria była drugim, po piechocie, rodzajem broni.

## Formowanie oddziałów artylerii
Proces formowania pułków i dywizjonów artylerii odbywał się w ciągu całego dwudziestolecia międzywojennego. W listopadzie 1918 rozpoczęto tworzenie pułków artylerii polowej.
Pod koniec 1919 artyleria na froncie zorganizowana była następująco:
- 1 Brygada Artylerii:
  - 1 pułk artylerii polowej (dziewięć baterii)
  - 5 i 6 bateria 9 pap
  - 1 dywizjon 1 pac w – dwie baterie (trzecia w głębi kraju)
- 2 Brygada Artylerii:
  - 2 pułk artylerii polowej – osiem baterii
  - 2 pułk artylerii ciężkiej – cztery baterie (bateria 4 i 6 w głębi kraju)
- 3 Brygada Artylerii:
  - 3 pułk artylerii polowej – osiem baterii (6 bateria w głębi kraju)
  - 3 pułk artylerii ciężkiej – cztery baterie (4 bateria wchodziła w skład dywizji górskiej, 6 bateria w głębi kraju)
- 4 Brygada Artylerii:
  - 4 pułk artylerii polowej – dziewięć baterii
  - 4 pułk artylerii ciężkiej – pięć baterii (3 bateria w głębi kraju)
- 5 Brygada Artylerii:
  - 5 pułk artylerii polowej – siedem baterii (3 i 9 bateria w głębi kraju)
  - 1 dywizjon 5 pac – trzy baterie
- 6 Brygada Artylerii:
  - 6 pułk artylerii polowej – osiem baterii (2 bateria w głębi kraju)
  - 1 dywizjon 6 pac – trzy baterie
- 7 Brygada Artylerii:
  - 7 pułk artylerii polowej – dziewięć baterii
  - 1 dywizjon 7 pac – trzy baterie
- 8 Brygada Artylerii:
  - 8 pułk artylerii polowej – osiem baterii (8 bateria w głębi kraju)
  - 1 dywizjon 8 pac - dwie baterie (2 bateria w głębi kraju)
- 9 Brygada Artylerii:
  - 9 pułk artylerii polowej – cztery baterie (4 i 8 bateria w głębi kraju, 5 i 6 bateria w 1 DP, 9 bateria w 12 DP)
  - 1 dywizjon 9 pac – trzy baterie
- 10 Brygada Artylerii:
  - 10 pułk artylerii polowej – sześć baterii
  - 1dywizjon 10 pac – trzy baterie
- 11 Brygada Artylerii:
  - 11 pułk artylerii polowej – sześć baterii (baterie 6 i 8 w dywizji górskiej, 5 bateria w głębi kraju)
- 12 Brygada Artylerii:
  - 12 pułk artylerii polowej – dziewięć baterii
  - 9 bateria 9 pac
  - 1 dywizjon 12 pac – jedna bateria (2 i 3 bateria w 14 DP)
- 13 Brygada Artylerii:
  - 13 pułk artylerii polowej – dziewięć baterii
  - 13 pułk artylerii ciężkiej – sześć baterii
- 14 Brygada Artylerii:
  - 14 pułk artylerii polowej – dziewięć baterii
  - 1dywizjon 12 pac w głębi kraju
  - 2 bateria 7 dak
- 15 Brygada Artylerii:
  - 15 pułk artylerii polowej – dziewięć baterii
  - 1 dywizjon 15 pac – trzy baterie
- 16 Brygada Artylerii:
  - 16 pułk artylerii polowej – osiem baterii (9 bateria w głębi kraju)
  - 1dywizjon 16 pac – sześć baterii
- 17 Brygada Artylerii:
  - 17 pułk artylerii polowej – osiem baterii (3 bateria w głębi kraju)
  - 1 dywizjon 17 pac w głębi kraju
- 18 Brygada Artylerii:
  - 18 pułk artylerii polowej – osiem baterii (bateria w głębi kraju)
  - 4 bateria i 1 dywizjon 18 pac (dowództwo pułku i 2 dywizjon w głębi kraju)
- Brygada Górska:
  - 1 pułk artylerii górskiej – pięć baterii (4 bateria w głębi kraju)
  - 21 pułk artylerii polowej – dwie baterie
  - 3 dywizjon 11 pap – dwie baterie
  - 1 dywizjon i 4 bateria 3 pac
- Ochotnicza Brygada Artylerii:
  - 4 dywizjon 1 pułku artylerii polowej – trzy baterie
  - 4 dywizjon 5 pułku artylerii polowej – trzy baterie
  - 2 dywizjon 5 pułku artylerii ciężkiej – trzy baterie

### Pułki artylerii polowej
1918
- 5 pułk artylerii polowej - powstał z połączenia 1 pap „Lwów” (przemianowanego na 4 pap) i 5 pap „Lwów”
- 7 pułk artylerii polowej
- 8 pułk artylerii polowej

1919
- 1 pułk artylerii polowej – powstał z przemianowania 12 pułku artylerii polowej
- 2 pułk artylerii polowej – powstał z połączenia 7 i 10 pułku artylerii polowej
- 3 pułk artylerii polowej – powstał z połączenia 2 i 9 pułku artylerii polowej
- 4 pułk artylerii polowej – powstał z połączenia 3 i 11 pułku artylerii polowej
- 6 pułk artylerii polowej – powstał z połączenia 1 i 2 pułku artylerii górskiej
- 9 pułk artylerii polowej – powstał z utworzonego na terenie Francji 6 pułku artylerii polowej
- 10 pułk artylerii polowej – powstał z utworzonego na terenie Francji 6 pułku artylerii polowej
- 12 pułk artylerii polowej – powstał z utworzonego na terenie Francji 6 pułku artylerii polowej
- 13 pułk artylerii polowej – powstał z utworzonego na terenie Francji 1 pułku artylerii polowej
- 18 pułk artylerii polowej – utworzony na terenie Włoch
- 19 pułk artylerii polowej
- 14 pułk artylerii polowej – powstał z przemianowania 3 pułku artylerii polowej Armii Wielkopolskiej
- 15 pułk artylerii polowej – powstał z przemianowania 1 pułku artylerii polowej Armii Wielkopolskiej
- 17 pułk artylerii polowej – powstał z przemianowania 2 pułku artylerii polowej Armii Wielkopolskiej

1920
- 16 pułk artylerii polowej
- 20 pułk artylerii polowej – powstał z przemianowania 2 pułku artylerii polowej litewsko–białoruskiej
- 23 pułk artylerii polowej – powstał z przemianowania 214 Ochotniczego Wielkopolskiego Pułk Artylerii Polowej

1921
- 11 pułk artylerii polowej
- 21 pułk artylerii polowej
- 22 pułk artylerii polowej – powstał z utworzonego na terenie Francji 2 pułku artylerii polowej, noszącego od września 1919 roku nazwę 11 pułk artylerii polowej
- pułki artylerii polowej o numerach 24 ÷ 30

31 grudnia 1931 roku Minister Spraw Wojskowych przemianował:
- pułki artylerii polowej na pułki artylerii lekkiej (skrót pal),
- Pułk Manewrowy Artylerii przy Centrum Wyszkolenia Artylerii w Toruniu na 31 Pułk Artylerii Lekkiej,
- Dywizjon Manewrowy Artylerii przy Centrum Wyszkolenia Piechoty w Rembertowie na 32 Dywizjon Artylerii Lekkiej[1].

### Artyleria konna
Formowanie jednostki dywizjonów artylerii konnej rozpoczęto w 1919 roku. Powstały wówczas dywizjony o numeracji: 1, 2, 4, 5, 6 i 7.
W maju 1920 roku utworzono 3 Dywizjon Artylerii Konnej, a w lipcu 9 Dywizjon Artylerii Konnej. Ten ostatni w czerwcu 1921 roku został przemianowany na 8 dak, a w 1927 roku - 14 Dywizjon Artylerii Konnej.
Od kwietnia do października 1921 roku istniał 1 Pułk Artylerii Konnej.
W latach 1922–1924 sformowano 10, 11, 12 i 13 Dywizjony Artylerii Konnej.

### Artyleria ciężka
Pułki artylerii ciężkiej o numeracji 1, 3 oraz 8 i 10 utworzono w 1921, a 2 i 9 pułk artylerii ciężkiej w 1922 roku. Dywizjony artylerii ciężkiej powstały w latach 1937–1939.
W lipcu 1931 roku przemianowano sformowany w styczniu 1919 roku 1 Pułk Artylerii Górskiej na 1 Pułk Artylerii Motorowej.
W 1920 roku został zorganizowany 1 Pułk Artylerii Najcięższej.

### Artyleria przeciwlotnicza
W czerwcu 1924 roku Dywizjon Artylerii Zenitowej został przekształcony w 1 Pułk Artylerii Przeciwlotniczej.
W 1926 roku powstały dywizjony artylerii przeciwlotniczej: 2, 3, 5, 6, 7 i 8.
W czerwcu 1928 roku zostały utworzone kolejne dwa dywizjony: 9 i 10, a we wrześniu 1937 roku 11 Dywizjon Artylerii Przeciwlotniczej.

### Artyleria pomiarów
W październiku 1927 roku, w wyniku reorganizacji Szkoły Pomiarów Artylerii Centrum Wyszkolenia Artylerii, powstał 1 Dywizjon Pomiarów Artylerii.
W listopadzie 1938 roku utworzono 2 Dywizjon Pomiarów Artylerii.

### Artyleria piechoty
W 1928 roku w każdym pułku piechoty utworzono pluton artylerii piechoty, w skład którego wchodziły dwa działony 75 mm armat polowych wzór 1902/1926. Plutony przeznaczone były do bezpośredniego towarzyszenia w toku walki czołowym rzutom piechoty, poprzez strzelanie na wprost do sił żywych i środków ogniowych nieprzyjaciela. Wskutek wielkiego rozproszenia plutonów w 90 pułkach piechoty, a także wskutek tego, że plutony te traktowano jako pododdziały piechoty, była to artyleria zepchnięta na margines życia artyleryjskiego, ze wszystkimi wynikającymi z tego faktu konsekwencjami
W 1934 roku wzmocniono siłę ogniową piechoty przydzielając jej 81 mm moździerze wzór 1931. Każdy batalion piechoty otrzymał dwa moździerze. Organizacyjnie obsługi moździerzy tworzyły pluton w kompanii ciężkich karabinów maszynowych. Moździerze były wówczas bronią towarzyszącą piechoty i nie zaliczano ich do artylerii.

## Artyleria w 1939
Do wojny obronnej w 1939 artyleria polska przystąpiła po częściowym zrealizowaniu planu modernizacji Wojska Polskiego. Dokonano pewnych zmian w uzbrojeniu i organizacji wojsk. Ujednolicono między innymi sprzęt pułków i dywizji piechoty.

### Organizacja artylerii
W 1939 artyleria wchodziła w skład oddziałów i związków taktycznych piechoty i kawalerii oraz Odwodu Naczelnego Wodza.

#### Dywizja piechoty
Batalion piechoty posiadał:
- pluton moździerzy w składzie dwóch moździerzy kal. 81 mm wz. 18/31.

Na szczeblu pułku piechoty występowały:
- kompania dział przeciwpancernych – dziewięć dział kal. 37 mm wz. 36
- pluton artylerii piechoty – dwie armaty kal. 75 mm wz. 02/26.

Taką organizację posiadały tylko pułki piechoty w dywizjach czynnych, natomiast pułki piechoty dywizji rezerwowych posiadały kompanie dział przeciwpancernych w składzie czterech dział. W dywizjach rezerwowych nie było plutonów artylerii piechoty.
Dywizja piechoty posiadała:
- dywizjon artylerii ciężkiej (dac)

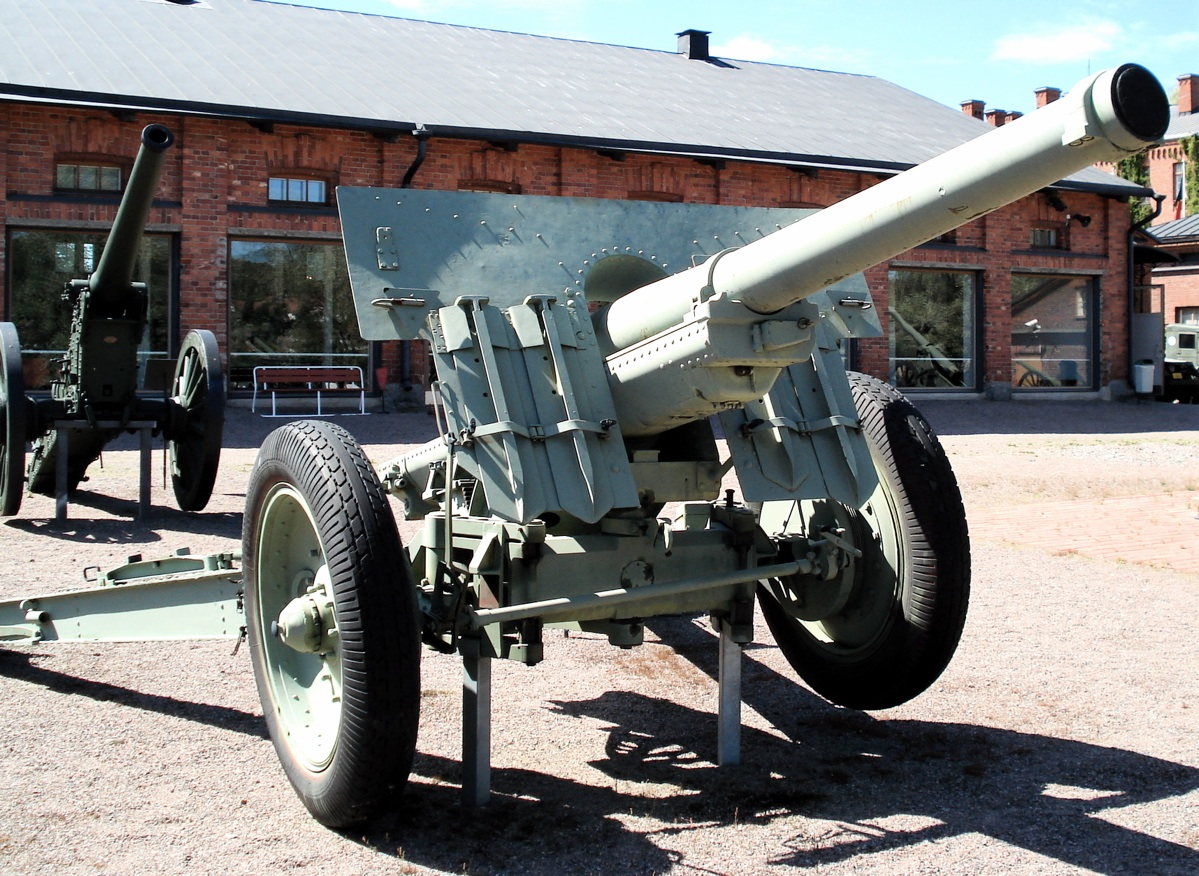
Armata kal. 105 mm wz. 29

  - bateria armat – trzy armaty kal. 105 mm wz. 29
  - bateria haubic kal. 155 mm wz. 17 – trzy haubice.
- pułk artylerii lekkiej (pal)
  - trzy dywizjony
    - trzy baterie po 4 działa

Ogółem dywizja piechoty posiadała
- 20 moździerzy 81 mm
- 27 armat przeciwpancernych
- 6 dział piechoty 75 mm wz. 02/26
- 24 lub 12 dział 75 mm wz. 97
- 12 lub 24 haubice 100 mm
- 3 armaty 105 mm
- 3 haubice 155 mm

#### Brygada kawalerii
Znacznie skromniejsza była artyleria brygady kawalerii. W jej skład wchodził dywizjon artylerii konnej (dak). 11 dak-ów posiadało organizację dwojakiego typu: cztery – czterobateryjne, pozostałe – trójbateryjne. W każdej baterii znajdowały się cztery armaty kal. 75 mm wz. 02/26.
W brygadzie kawalerii znajdowały się:
- 2 moździerze 81 mm
- 12 lub 16 armat 76 mm wz. 02/26
- 14 lub 18 i dział przeciwpancernych

W brygadzie pancerno-motorowej znajdowały się:
- 4 moździerze
- 4 armaty 75 mm
- 4 haubice 100 mm
- 27 armat ppanc

#### Artyleria Odwodu Naczelnego Wodza
W skład artylerii Odwodu Naczelnego Wodza wchodziły :
- dziesięć pułków artylerii ciężkiej (pac)
- jeden pułk artylerii najcięższej (pan)
- jeden pułk artylerii motorowej (pam)

Pułki artylerii ciężkiej nie miały jednolitej organizacji. Różna w nich była liczba dywizjonów i odmienny skład baterii oraz różne wyposażenie w sprzęt (armaty kal. 105 mm wz. 29 i 100 mm wz. 78/09/31 oraz haubice kal. 155 mm wz. 17)

### Wyposażenie

#### Moździerze
Wojsko Polskie dysponowało około 1200 moździerzami 81 mm wz. 18, 28, 30, 31 typu francuskiego. Produkowano je w kraju. Ich zasięg wynosił 3200 – 3500 m. Moździerze te pod względem jakościowym zaspokajały potrzeby batalionu, lecz ich liczba w batalionie była dalece niewystarczająca.
27 moździerzy kal. 220 mm wz. 32 znajdowało się w pułku artylerii najcięższej. Posiadały one zasięg 10 – 15 km. Skuteczność rażenia pocisków, jak na artylerię najcięższą, była jednak zbyt mała.

#### Artyleria do ognia pośredniego

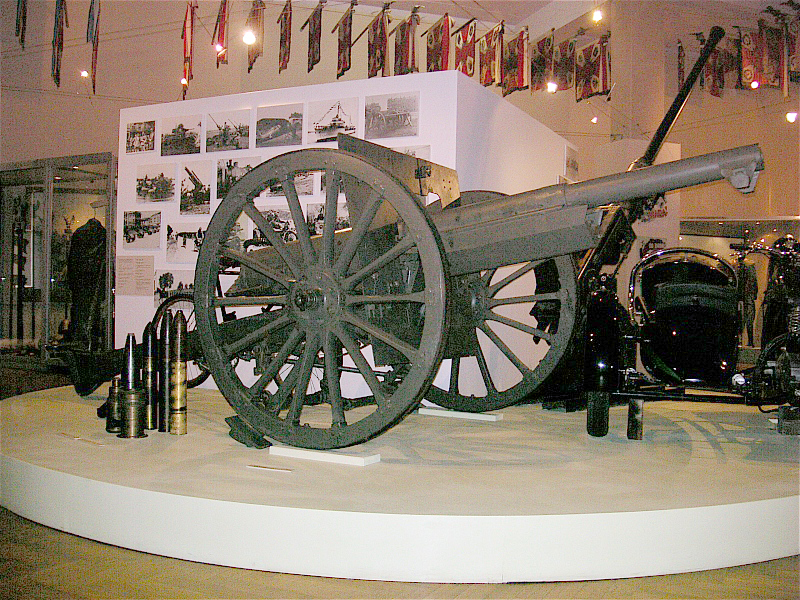
Armata 75 mm wz. 1897 w Muzeum Wojska Polskiego w Warszawie

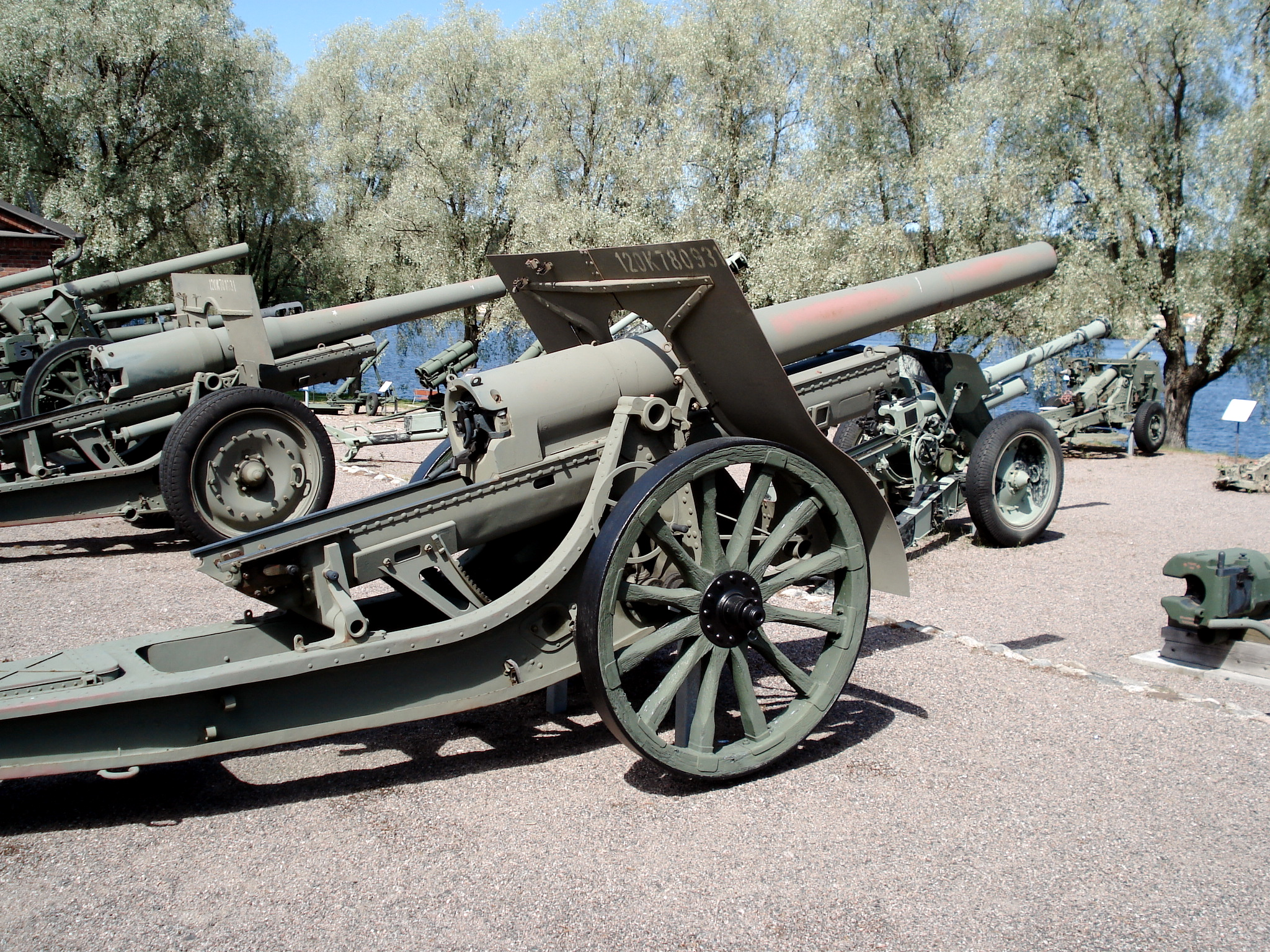
Armata wz. 1878/09/31

W armii polskiej w 1939 do artylerii do ognia pośredniego zaliczano wszystkie armaty i haubice od 75 mm wzwyż (o ile nie wchodziły w skład innego rodzaju artylerii).
Na wyposażeniu pułków piechoty, dywizjonów artylerii konnej i pociągów pancernych znajdowały się armaty piechoty 75 mm wz. 02/26. Etat przewidywał 436 sztuk, a faktycznie było ich w armii 466. Zasięg tych dział wynosił do 10 700 m. Z zasady były wykorzystywane do towarzyszenia piechocie.
Drugim typem dział lekkich były armaty 75 mm wz. 97, stanowiące wyposażenie pułków i dywizjonów artylerii lekkiej. We wrześniu było ich 1374 sztuk. Zasięg 11 200 m. Było to działo uniwersalne o przestarzałej jednak konstrukcji.
W pułkach artylerii lekkiej znajdowało się również około 900 sztuk haubic 100 mm o zasięgu 10 800 m.
Do dział ciężkich zaliczano armaty 105 mm wz. 13 i 29 o zasięgu odpowiednio 10 i 15 km. Posiadały je dywizjony i pułki artylerii ciężkiej, Było ich w WP 254 sztuki.
Ponadto pułki i dywizjony artylerii ciężkiej posiadały haubice 155 mm wz. 1917 typu Schneidera o zasięgu 11 200 m. Było ich 341.
6, 46 i 47 dywizjony artylerii ciężkiej miały ponadto armaty 120 mm o zasięgu 12 400 m. Razem 43 sztuki.

#### Artyleria przeciwpancerna

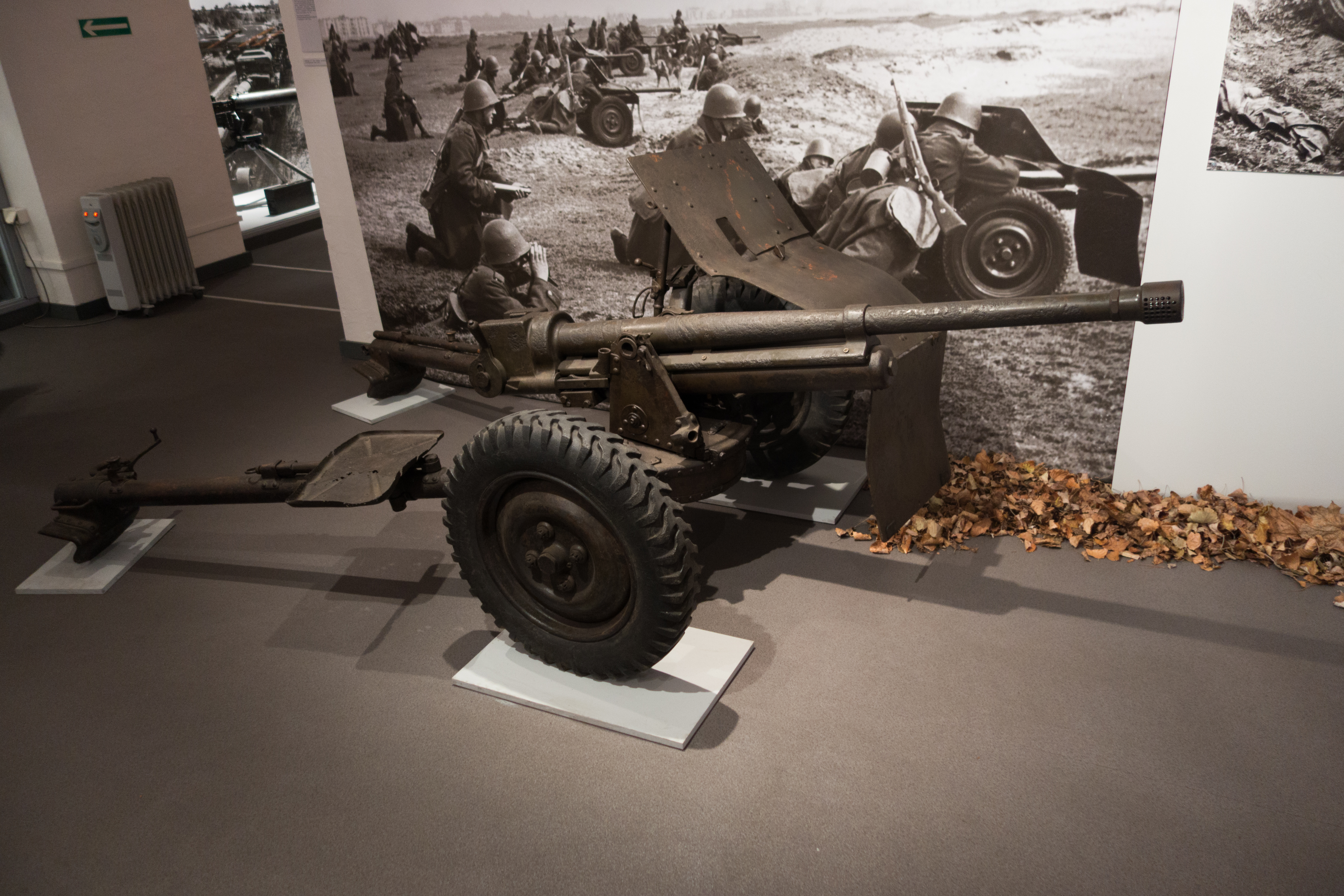
Armata przeciwpancerna wz. 36 w Muzeum Polskiej Techniki Wojskowej

Stanowiły ją armaty kal. 37 mm wz. 1936 Bofors będące na wyposażeniu pułków piechoty, kawalerii i brygady pancerno-motorowej w ogólnej liczbie 1184 dział.
Elementem obrony przeciwpancernym mogły być także działa pancerne. W Polsce opracowany został jednak jedynie prototyp takiego działa.

#### Artyleria motorowa
Pododdziały artylerii motorowej posiadały w swym uzbrojeniu działa o trakcji motorowej. Brygady zmotoryzowane posiadały 4 haubice 100 mm i 4 działa 75 mm, a pułk artylerii motorowej 8 dział 75 mm, 4 haubice 100 mm i 8 armat 120 mm

## Przekształcenia jednostek artylerii w latach 1918–1923
Przekształcenia organizacyjne podano na podstawie zestawienia opracowanego przez urzędnika Archiwum Wojskowego Wacława Zawadzkiego pod kierunkiem kpt. Wiktora Brumera w 1935 roku
Na podstawie rozkazów Sztabu Generalnego WP nr 101505 i 01008 z 2 grudnia 1918 roku zatwierdzone zostały nazwy dla oddziałów artylerii sformowanych na terenie Okręgu Generalnego „Kraków”:
- 1 Krakowski pułk artylerii polowej → 1 pułk artylerii polowej,
- 2 Krakowski pułk artylerii polowej → 2 pułk artylerii polowej,
- Przemyski pułk artylerii polowej → 3 pułk artylerii polowej,
- Lwowski pułk artylerii polowej → 4 pułk artylerii polowej,
- 2 Lwowski pułk artylerii polowej → 5 pułk artylerii polowej,
- Krakowski pułk artylerii ciężkiej → 1 pułk artylerii ciężkiej,
- Przemyski pułk artylerii ciężkiej → 2 pułk artylerii ciężkiej,
- Podhalański pułk artylerii górskiej → 1 pułk artylerii górskiej
- Przemyski pułk artylerii górskiej → 2 pułk artylerii górskiej,
- Krakowski pułk artylerii wałowej → 1 pułk artylerii wałowej,
- Przemyski pułk artylerii wałowej → 2 pułk artylerii wałowej,
- Lwowski pułk artylerii wałowej → 3 pułk artylerii wałowej[4].

Artyleria austriacka
- 2 pułk artylerii fortecznej (Kraków) → w listopadzie 1918 stał się zalążkiem 2 pułku artylerii ciężkiej w Krakowie → przemianowany 3 grudnia 1918  na 1 pułk artylerii wałowej → przemianowany 6 czerwca 1919 na 6 pułk artylerii ciężkiej → przemianowany 7 września (kwietnia?) 1921 na 6 dywizjon artylerii ciężkiej → wcielony w 1921 do 5 pułku artylerii ciężkiej
- 7 dywizjon artylerii konnej → zalążek batalionu zapasowego 1 pułku artylerii Legionów
- 12 pułk artylerii polowej → wraz z 2 pułkiem artylerii wałowej XI 1918 stanowił zalążek 2 krakowskiego pułku artylerii polowej → 1 czerwca 1919 wraz z 9 pułkiem artylerii polowej utworzył 3 pułk artylerii polowej Legionów
- 130 pułk artylerii polowej → jego bateria zapasowa XI 1918 stanowiła zalążek  1 pułku artylerii polowej Lwów → przemianowany 6 stycznia 1919 na 4 pułk artylerii polowej → wcielony 30 maja 1919 do 5 pułku artylerii polowej we Lwowie

Artyleria ciężka
- 1 pułk artylerii Armii gen. Hallera → przemianowany 1 września 1919 na 13 Kresowy pułk artylerii ciężkiej → przemianowany na 13 dywizjon artylerii ciężkiej → wcielony w październiku 1921 do 2 pułku artylerii ciężkiej, a bateria zapasowa przemianowana na kadrę baterii zapasowej 27 pułku artylerii polowej
- 1 pułk instrukcyjny artylerii ciężkiej Armii gen. Hallera → 1 września 1919 sztab pułku i I dywizjon oraz 3 i 4 bateria wcielony do → 113 pułku artylerii ciężkiej → przemianowany 17 lutego 1920 na 18 pułk artylerii ciężkiej → przemianowany na 18 dywizjon artylerii ciężkiej → wcielony 7 września 1921 wraz z baterią zapasową do 1 pułku artylerii ciężkiej, a 1 i 2 bateria do → 113 pułku artylerii polowej
- 1 Krakowski pułk artylerii ciężkiej → przemianowany na 3 pułk artylerii ciężkiej → 31 maja 1919 I dywizjon przemianowany na 3 dywizjon artylerii ciężkiej → wcielony we wrześniu 1921 wraz z baterią zapasową do 2 pułku artylerii ciężkiej → II dywizjon przemianowany 26 grudnia 1920 na dywizjon artylerii ciężkiej Litewsko-Białoruski → przemianowany na 19 dywizjon artylerii ciężkiej → wcielony 31 października 1921 wraz z baterią zapasową do 3 pułku artylerii ciężkiej
- 1 pułk artylerii ciężkiej Legionów z II/3 pułku artylerii ciężkiej i IV/2 pułku artylerii ciężkiej → przemianowany 21 maja 1919 na 2 pułk artylerii ciężkiej Legionów → przemianowany na 2 dywizjon artylerii ciężkiej → wcielony w 1921 do 10 pułku artylerii ciężkiej, a bateria zapasowa przemianowana na kadrę batalionu zapasowego 28 pułku artylerii polowej → I/1 pułku artylerii ciężkiej przemianowany na 1 dywizjon artylerii ciężkiej Legionów  → wcielony 27 listopada do 3 pułku artylerii ciężkiej  → II/1 pułku artylerii ciężkiej przemianowany w grudniu 1920 na 21 dywizjon artylerii ciężkiej → wcielony z końcem 1921 wraz z baterią zapasową do 5 pułku artylerii ciężkiej
- 1 Przemyski pułk artylerii ciężkiej → przemianowany 18 grudnia 1919 na 2 Przemyski pułk artylerii ciężkiej → przemianowany w czerwcu 1919 na 4 pułk artylerii ciężkiej → I dywizjon przemianowany w 1921 na 4 dywizjon artylerii ciężkiej → wcielony w październiku 1921 do 8 pułku artylerii ciężkiej → wcielony w 1922 do 9 pułku artylerii ciężkiej, a bateria zapasowa przemianowana na kadrę baterii zapasowej 25 pułku artylerii polowej → II dywizjon powstały w lipcu 1919 z 10 ćwiczebnego dywizjonu artylerii we Włocławku → przemianowany 1 listopada 1920 na I/20 pułk artylerii ciężkiej
- 1 Wielkopolski pułk artylerii ciężkiej (Poznań), 10 grudnia 1919 I dywizjon utworzył 4 pułk artylerii ciężkiej → przemianowany na 14 dywizjon artylerii ciężkiej → wcielony 2 listopada 1921 wraz z baterią zapasową do 7 pułku artylerii ciężkiej → II i III dywizjon utworzył 17 pułk artylerii ciężkiej → przemianowany w lipcu 1920 na 17 dywizjon artylerii ciężkiej → wcielony w listopadzie 1921 wraz z baterią zapasową do 7 pułku artylerii ciężkiej → wcielony w kwietniu 1922 do 2 pułku artylerii ciężkiej
- 2 pułk artylerii ciężkiej w Krakowie → przemianowany 3 grudnia 1918 na 1 pułk artylerii wałowej → przemianowany 6 czerwca 1919 na 6 pułk artylerii ciężkiej → przemianowany 7 września 1921 na 6 dywizjon artylerii ciężkiej → wcielony w 1921 do 5 pułku artylerii ciężkiej
- 2 Wielkopolski pułk artylerii ciężkiej z batalionu wielkopolskiego artylerii ciężkiej w Poznaniu → przemianowany 10 grudnia 1919 na 15 pułk artylerii ciężkiej → I dywizjon przemianowany na 15 dywizjon artylerii ciężkiej → wcielony w październiku 1921 wraz z baterią zapasową do 8 pułku artylerii ciężkiej
- 3 pułk artylerii ciężkiej (Warszawa), I dywizjon wcielony do 2 pułku artylerii ciężkiej Legionów → II dywizjon wcielony do 1 pułku artylerii ciężkiej Legionów
- 3 pułk artylerii Armii gen. Hallera, sztaby pułku I i II dywizjonu oraz 1, 2, 4, 5, 6 i 10 bateria → wcielona do 12 Kresowego pułku artylerii ciężkiej → przemianowany na 12 dywizjon artylerii ciężkiej → wcielony z końcem 1921 wraz z baterią zapasową do 6 pułku artylerii polowej → 3 bateria wcielona do 11 Kresowego pułku artylerii ciężkiej w Grudziądzu → przemianowany w 1920 na 11 dywizjon artylerii ciężkiej → wcielony z końcem 1921 do 10 pułku artylerii ciężkiej, a bateria zapasowa przemianowana na kadrę baterii zapasowej 10 pułku artylerii ciężkiej → 7, 13, 14 i 15 bateria oraz sztab V dywizjonu do 113 Kresowego pułku artylerii ciężkiej → przemianowany 17 lutego 1920 na 18 pułk artylerii ciężkiej → przemianowany na 18 dywizjon artylerii ciężkiej → wcielony 7 września 1921 wraz z baterią zapasową do 1 pułku artylerii ciężkiej
- 4 pułk artylerii ciężkiej Armii gen. Hallera, 7 bateria wcielona 1 września 1919 do 113 pułku artylerii ciężkiej
- 4 pułk artylerii ciężkiej (Lwów) z baterii: Basia, Iwan, Longinus → przemianowany 30 maja 1919 na 5 Lwowski pułk artylerii ciężkiej → przemianowany na 5 dywizjon artylerii ciężkiej → wcielony z końcem 1921 do 6 pułku artylerii ciężkiej, a bateria zapasowa przemianowana na kadrę batalionu zapasowego 24 pułku artylerii polowej
- 5 Lwowski pułk artylerii ciężkiej → przemianowany na 5 dywizjon artylerii ciężkiej → wcielony z końcem 1921 do 6 pułku artylerii ciężkiej, a bateria zapasowa przemianowana na kadrę batalionu zapasowego 24 pułku artylerii polowej
- 6 pułk artylerii ciężkiej → przemianowany 7 września 1921 na 6 dywizjon artylerii ciężkiej → wcielony w 1921 do 5 pułku artylerii ciężkiej
- 7 pułk artylerii ciężkiej → przemianowany na 7 dywizjon artylerii ciężkiej → wcielony 16 października 1921 wraz z baterią zapasową do 4 pułku artylerii ciężkiej
- 8 pułk artylerii ciężkiej → przemianowany na 8 dywizjon artylerii ciężkiej → wcielony 7 września 1921 wraz z baterią zapasową do 1 pułku artylerii ciężkiej
- 9 pułk artylerii ciężkiej (Dęblin-Zajezierze) → przemianowany na 9 dywizjon artylerii ciężkiej → wcielony z końcem 1921 wraz z baterią zapasową do 9 pułku artylerii ciężkiej
- 10 pułk artylerii ciężkiej (Skierniewice) → przemianowany w 1921 na 10 Kaniowski pułk artylerii ciężkiej → wcielony 23 października 1921 do 4 pułku artylerii ciężkiej, a baterię zapasową przemianowano na kadrę baterii zapasowej 26 pułku artylerii polowej
- 11 Kresowy pułk artylerii ciężkiej w Grudziądzu → przemianowany w 1920 na 11 dywizjon artylerii ciężkiej → wcielony z końcem 1921 do 10 pułku artylerii ciężkiej, a bateria zapasowa przemianowana na kadrę baterii zapasowej 10 pułku artylerii ciężkiej
- 12 Kresowy pułk artylerii ciężkiej → przemianowany na 12 dywizjon artylerii ciężkiej → wcielony z końcem 1921 wraz z baterią zapasową do 6 pułku artylerii polowej
- 13 Kresowy pułk artylerii ciężkiej → przemianowany na 13 dywizjon artylerii ciężkiej → wcielony w październiku 1921 do 2 pułku artylerii ciężkiej, a bateria zapasowa przemianowana na kadrę baterii zapasowej 27 pułku artylerii polowej
- 14 pułk artylerii ciężkiej → przemianowany na 14 dywizjon artylerii ciężkiej → wcielony 2 listopada 1921 wraz z baterią zapasową do 7 pułku artylerii ciężkiej
- 15 Wielkopolski pułk artylerii ciężkiej → I dywizjon przemianowany na 15 dywizjon artylerii ciężkiej → wcielony w październiku 1921 wraz z baterią zapasową do 8 pułku artylerii ciężkiej → II dywizjon przemianowany na 30 dywizjon artylerii ciężkiej
- 16 pułk artylerii ciężkiej → przemianowany na 16 dywizjon artylerii ciężkiej → wcielony w październiku 1921 wraz z baterią zapasową do 8 pułku artylerii ciężkiej
- 17 pułk artylerii ciężkiej → przemianowany w lipcu 1920 na 17 dywizjon artylerii ciężkiej → wcielony w listopadzie 1921 wraz z baterią zapasową do 7 pułku artylerii ciężkiej → wcielony w kwietniu 1922 do 2 pułku artylerii ciężkiej
- 18 pułk artylerii ciężkiej → przemianowany na 18 dywizjon artylerii ciężkiej → wcielony 7 września 1921 wraz z batalionem zapasowym do 1 pułku artylerii ciężkiej
- 20 pułk artylerii ciężkiej → przemianowany 7 maja 1921 na 29 dywizjon artylerii ciężkiej → wcielony 27 listopada 1921 wraz z baterią zapasową do 3 pułku artylerii ciężkiej
- 21 pułk artylerii ciężkiej utworzył 21 dywizjon artylerii ciężkiej → wcielony z końcem 1921 wraz z baterią zapasową do 5 pułku artylerii ciężkiej
- 113 Kresowy pułk artylerii ciężkiej → przemianowany 17 lutego 1920 na 18 pułk artylerii ciężkiej → przemianowany na 18 dywizjon artylerii ciężkiej → wcielony 7 września 1921 wraz z batalionem zapasowym do 1 pułku artylerii ciężkiej
- 30 Syberyjski dywizjon artylerii ciężkiej → wcielony 15 listopada 1921 do 9 pułku artylerii ciężkiej
- Dywizjon artylerii ciężkiej na Cytadeli (Warszawa) → wcielony 12 grudnia 1919 do 3 pułku artylerii ciężkiej
- Dywizjon litewsko-białoruski → przemianowany na 19 dywizjon artylerii ciężkiej → wcielony 30 października 1921 wraz z baterią zapasową do 3 pułku artylerii ciężkiej
- Dywizjon samodzielny grupy gen. Ledóchowskiego → wcielony do 1 pułku artylerii polowej
- bateria „Andrzej” → wcielona do 10 pułku artylerii ciężkiej
- bateria „B. 155” Obrony Stolicy → wcielona do 1 pułku artylerii ciężkiej
- bateria „Basia” → wcielona do 6 pułku artylerii ciężkiej
- bateria „Iwan” → wcielona do 6 pułku artylerii ciężkiej
- bateria „Longinus”  → wcielona do 4 pułku artylerii ciężkiej (Lwów)
- bateria miotaczy min → wcielona do 6 pułku artylerii ciężkiej

Artyleria forteczna
- Dywizjon Modlin → wcielony 14 maja 1919 do 8 pułku artylerii ciężkiej
- Dywizjon Zegrze → wcielony w 1919 do 7 pułku artylerii ciężkiej

Artyleria górska
- 1 pułk artylerii górskiej powstał w listopadzie 1918 z połączenia z 2 pułkiem artylerii górskiej → utworzył w czerwcu 1919 6 pułk artylerii polowej.
- 1 pułk artylerii górskiej powstał 12 lipca 1919 z przemianowania 3 pułku artylerii górskiej → przemianowany 1 sierpnia 1931 na 1 pułk artylerii motorowej.
- 2 pułk artylerii górskiej powstał z przemianowania 1 pułku artylerii wałowej w Krakowie → połączył się w czerwcu 1919 z 1 pułkiem artylerii górskiej → utworzył 6 pułk artylerii polowej
- 2 pułk artylerii górskiej powstał w 1922 z III/l pułku artylerii górskiej → przemianowany później na 1 pułk artylerii górskiej (1 pułk artylerii motorowej).
- 3 pułk artylerii górskiej powstał 25 stycznia 1919 w Starym Sączu → przemianowany 12 lipca 1919 na 1 pułk artylerii górskiej

Artyleria konna
- 1 pułk artylerii konnej → zlikwidowany 22 sierpnia 1921, a dywizjony pułku zachowały dotychczasową numerację: I, II, V.
- 2 pułk artylerii konnej → zlikwidowany 22 sierpnia 1921, a dywizjony pułku zachowały dotychczasową numerację: III, VI, IX.
- 3 pułk artylerii konnej → zlikwidowany 22 sierpnia 1921, a dywizjony pułku zachowały dotychczasową numerację: IV, VII, VIII.
- I dywizjon artylerii konnej powstał 25 lutego 1919. Dywizjon trzykrotnie wydzielał 3 baterie do utworzonych 6, 10, 12 dywizjonu artylerii konnej, jako kadry.
- I Wielkopolski dywizjon artylerii konnej → przemianowany  na 7 dywizjon artylerii konnej
- 7 dywizjon artylerii konnej powstał z przemianowania 1 Wielkopolskiego dywizjonu artylerii konnej. Dywizjon dwukrotnie wydzielał 3 baterię do nowo utworzonych 10 i 11 dywizjonu artylerii konnej
- 8 dywizjon artylerii konnej powstał 12 sierpnia 1920 → przemianowany w czerwcu 1921 na 9 dywizjon artylerii konnej
- 10 dywizjon artylerii konnej zlikwidowany w marcu 1921 przez baterię zapasową artylerii konnej nr 3
- Dywizjon Wojsk Litwy Środkowej → wcielony do 3 dywizjonu artylerii konnej
- 3 bateria artylerii konnej (Lublin) → wcielona do 3 dywizjonu artylerii konnej
- 3 szwadron artylerii konnej powstały na początku 1919 → przemianowany na 5 baterię konną „Odsieczy Lwowa” →  wcielona 26 maja 1919 do 4 dywizjonu artylerii konnej
- 5 szwadron artylerii konnej 3 pułku ułanów powstały w 1918 w Warszawie → wcielony 18 grudnia 1918 do 1 dywizjonu artylerii konnej
- bateria alarmowa przy baterii zapasowej artylerii konnej nr 1 → wcielona w styczniu 1921 do 5 dywizjonu artylerii konnej
- bateria zorganizowana w Ciechanowie → wcielona do 2 dywizjonu artylerii konnej
- bateria partyzancka kpt. Golikowa Oddziału rtm. Jaworowskiego → wcielona do 5 dywizjonu artylerii konnej
- bateria konna jazdy kresowej rtm. Jaworowskiego → zob. bateria partyzancka kpt. Golikowa.
- bateria kpt. Kiwerskiego → wcielona 1 sierpnia 1919 do 3 dywizjonu artylerii konnej
- bateria por. Lechnickiego → wcielona 8 lipca 1919 do 3 dywizjonu artylerii konnej
- bateria ochotnicza krakusów powstała w lipcu 1920 z baterii zapasowej 6 pułku artylerii polowej → wcielona w 1920 do 9 dywizjonu artylerii konnej
- bateria odrębna powstała w listopadzie 1918 z 5/8 pułku artylerii polowej → wcielona do 5 dywizjonu artylerii konnej
- bateria mjr Robakiewicza → wcielona do 1 dywizjonu artylerii konnej
- bateria konna grupy gen. Zygadłowicza powstała w marcu 1919 w Lubomlu → wcielona do 3 dywizjonu artylerii konnej
- Pluton por. Kopańskiego w Radomsku → wcielony do 1 dywizjonu artylerii konnej
- Pluton grupy płk Sławka → wcielony do 8 dywizjonu artylerii konnej, późniejszego 9 dywizjonu artylerii konnej
- bateria zapasowa nr 1 → wcielona do 1 dywizjonu artylerii konnej
- bateria zapasowa nr 3 w Poznaniu → ewidencję posiada 7 dywizjon artylerii konnej

Artyleria motorowa
- 1 pułk artylerii motorowej → przemianowany na 1 pułk artylerii najcięższej
- Dywizjon motorowy artylerii polowej nr IV 1 pułku artylerii polowej Legionów → wcielony do 16 pułku artylerii polowej

Artyleria lekka polowa
- 1 pułk polowej artylerii lekkiej (Warszawa) → przemianowany 20 grudnia 1918 na 6 pułk artylerii polowej → przemianowany 20 maja 1919 na 7 pułk artylerii polowej
- 1 pułk polowej artylerii lekkiej im. gen. Bema we Włoszech → przemianowany na 6 pułk artylerii polowej Armii gen. Hallera → przemianowany 1 września 1919 na 12 Kresowy pułk artylerii polowej
- 1 pułk polowej artylerii lekkiej Armii gen. Hallera → przemianowany 1 września 1919 na 13 Kresowy pułk artylerii polowej
- 1 pułk instrukcyjny polowej artylerii lekkiej Armii gen. Hallera → zobacz 1 pułk instrukcyjny artylerii ciężkiej Armii gen. Hallera
- 1 pułk polowej artylerii lekkiej Legionów powstał 1 czerwca 1919 z połączenia 7 i 10 pułku artylerii polowej → przemianowany 12 czerwca 1919 na 2 pułk artylerii polowej Legionów
- 1 pułk polowej artylerii lekkiej Legionów (Kraków) → w czerwcu 1919 do pułku wszedł 12 pułk artylerii polowej, a IV dywizjon motorowy pułku wcielony do 16 pułku artylerii polowej (bez 10 baterii).
- 1 pułk polowej artylerii lekkiej litewsko-białoruski (Wołkowysk) → przemianowany 1 lipca 1919 na 19 pułk artylerii polowej
- 1 pułk polowej artylerii lekkiej Lwów → przemianowany 6 stycznia 1919 na 4 pułk artylerii polowej → wcielony 30 maja 1919 do 5 Lwowskiego pułku artylerii polowej
- 1 Przemyski pułk artylerii lekkiej → przemianowany na 3 pułk artylerii polowej
- 1 Wielkopolski pułk artylerii lekkiej. 11/1 Wielkopolskiego pułku artylerii polowej wcielony do 3 Wielkopolskiego pułku artylerii polowej → przemianowany 21 września 1919 na 15 pułk artylerii polowej
- 2 pułk polowej artylerii lekkiej Armii gen. Hallera → przemianowany na 11 Kresowy pułk artylerii polowej → przemianowany na 22 pułk artylerii polowej
- 2 Krakowski pułk artylerii lekkiej (Kraków) → połączony 1 czerwca 1919 z 9 pułkiem artylerii polowej  utworzył 3 pułk artylerii polowej Legionów
- 2 pułk polowej artylerii lekkiej litewsko-białoruski → przemianowany 1 listopada 1920 na 20 pułk artylerii polowej
- 2 pułk polowej artylerii lekkiej Wojsk Litwy Środkowej → przemianowany we wrześniu 1921 na 29 pułk artylerii polowej
- 2 pułk polowej artylerii lekkiej we Włoszech → przemianowany we Francji na 7 pułk artylerii polowej Armii gen. Hallera  → przemianowany 1 września 1919 na 113 Kresowy pułk artylerii polowej → przemianowany 7 marca 1920 na 18 pułk artylerii polowej
- 2 pułk Wielkopolski polowej artylerii lekkiej (Poznań). Pułk wydzielił II dywizjon do 3 Wielkopolskiego pułku artylerii polowej → przemianowany 10 grudnia 1919 na 17 pułk artylerii polowej
- 3 pułk polowej artylerii lekkiej Armii gen. Hallera. I dywizjon wcielił do 11 Kresowego pułku artylerii polowej, w czerwcu 1921 III dywizjon pułku odszedł do 24 pułku artylerii polowej → przemianowany na 22 pułk artylerii polowej, II dywizjon do 12 Kresowego pułku artylerii polowej, a III dywizjon do 13 pułku artylerii polowej
- 3 pułk polowej artylerii lekkiej w Jarosławiu połączony z 11 Jarosławskim pułkiem artylerii polowej utworzył 4 pułk artylerii polowej
- 3 Wielkopolski pułk polowej artylerii lekkiej → przemianowany 10 grudnia 1919 na 14 pułk artylerii polowej
- 4 pułk polowej artylerii lekkiej powstał z przemianowania 1 pułku artylerii polowej Lwów → wcielony 30 maja 1919 do 5 Lwowskiego pułku artylerii polowej
- 6 pułk polowej artylerii lekkiej Armii gen. Hallera → przemianowany 1 września 1919 na 12 Kresowy pułk artylerii polowej
- 6 pułk polowej artylerii lekkiej (Warszawa) → przemianowany 23 maja 1919 na 7 pułk artylerii polowej
- 7 pułk polowej artylerii lekkiej Armii gen. Hallera → przemianowany 1 września 1919 na 113 Kresowy pułk artylerii polowej → przemianowany 7 marca 1920 na 18 pułk artylerii polowej
- 7 pułk polowej artylerii lekkiej (Cytadela Warszawska) połączony z 10 pułkiem artylerii polowej → utworzył 1 czerwca 1919 1 pułk artylerii polowej Legionów
- 9 pułk polowej artylerii lekkiej w Garwolinie 1 lipca1919 połączony z 2 Krakowskim pułkiem artylerii polowej → utworzył 3 pułk artylerii polowej Legionów
- 10 pułk polowej artylerii lekkiej połączony 1 czerwca 1919 z 7 pułkiem artylerii polowej → utworzył 1 pułk artylerii polowej Legionów
- 11 Kresowy pułk polowej artylerii lekkiej,  w czerwcu 1921 III dywizjon pułku odszedł do 24 pułku artylerii polowej → przemianowany na 22 pułk artylerii polowej
- 11 Przemyski pułk polowej artylerii lekkiej w Przemyślu, połączony w czerwcu 1919 z 3 Jarosławskim pułkiem artylerii polowej → utworzył 4 pułk artylerii polowej
- 12 pułk polowej artylerii lekkiej w Rembertowie → wcielony 29 maja 1919 do 1 pułku artylerii polowej Legionów
- 113 Kresowy pułk polowej artylerii lekkiej → przemianowany 7 marca 1920 na 18 pułk artylerii polowej
- 201 pułk polowej artylerii lekkiej, II dywizjon wcielono do 6 pułku artylerii polowej
- 202 pułk polowej artylerii lekkiej w Radomiu. Utworzono tylko dwie baterie, które wcielono do 21 pułku artylerii polowej
- 203 pułk polowej artylerii lekkiej, bateria ochotnicza wcielona do 20 pułku artylerii polowej jako 9 bateria, a 204 pułk zlikwidowany przez baterię zapasową 1 pułku artylerii polowej
- 205 pułk polowej artylerii lekkiej, I dywizjon wcielony do 5 pułku artylerii polowej, II dywizjon do 11 Kresowego pułku artylerii polowej, III dywizjon do 12 pułku artylerii polowej
- 214 pułk ochotniczy wielkopolski w Poznaniu. I dywizjon wcielono do 15 pułku artylerii polowej, II dywizjon do 17 pułku artylerii polowej, a w kwietniu 1921 z obu tych dywizjonów → utworzono 23 pułk artylerii polowej
- 216 pułk ochotników kresowych przy baterii zapasowej 16 pułku artylerii polowej → wcielony we wrześniu 1920 do 2 pułku artylerii polowej Wojsk Litwy Środkowej
- 1 dywizjon odeski 4 dywizji gen. Żeligowskiego w Odessie i na Kubaniu. Po powrocie do kraju w lipcu 1919 wcielono do 10 i 19 pułku artylerii polowej
- 116 dywizjon pomorski powstał przy baterii zapasowej 16 pułku artylerii polowej
- Dywizjon ochotniczy lubelski → 3 bateria wcielona do 202 ochotniczego pułku artylerii polowej
- Dywizjon syberyjski po powrocie do kraju wcielono do 16 pułku artylerii polowej jako IV dywizjon (wcielony następnie do 30 pułku artylerii polowej).
- Dywizjon ochotniczy wielkopolski w Poznaniu → wcielono do 214 pułku artylerii polowej
- Dywizjon w Wołkowysku → wcielono do 1 pułku artylerii polowej litewsko-białoruskiego
- bateria alarmowa 1 pułku artylerii polowej Wojsk Litwy Środkowej
- bateria działek piechoty w Rembertowie → wcielona do 12 pułku artylerii polowej Rembertów
- bateria jarosławska w Jarosławiu →  wcielona do 3 pułku artylerii polowej w Jarosławiu
- bateria przemyska w Przemyślu → wcielona do 11 Przemyskiego pułku artylerii polowej
- bateria zapasowa Poznań-Główna → wcielona do 16 pułku artylerii polowej
- bateria zapasowa artylerii lekkiej Dywizji Pomorskiej → wcielona do 16 pułku artylerii polowej
- bateria zapasowa 11 i 18 pułku artylerii polowej w Tarnowie → przemianowana na baterię zapasową 1 Lwowskiego pułku artylerii polowej
- Oddział artylerii w Garwolinie Polskiej Siły Zbrojnej powstały w 1917 → wcielony w grudniu 1918 do 9 pułku artylerii polowej
- 1 dywizjon ćwiczebny: w czerwcu 1919 sztab dywizjonu i 1 bateria → wcielona do 11/1 pułku artylerii ciężkiej Legionów → 2 bateria wcielona jako kadra do 7 pułku artylerii polowej
- 8 dywizjon ćwiczebny w Częstochowie → jedną baterię wcielono do 7 pułku artylerii polowej → drugą baterię do 2 pułku artylerii polowej Legionów i 2 pułku artylerii ciężkiej
- 9 dywizjon ćwiczebny w Łodzi → 1 bateria wcielona do baterii zapasowej 10 pułku artylerii polowej, po likwidacji dywizjonu 21 lipca 1919.
- 10 dywizjon ćwiczebny rozwiązany 28 maja 1919 → 1 bateria wcielona do 4 pułku artylerii ciężkiej → 2 bateria do 4 pułku artylerii polowej
- 11 dywizjon ćwiczebny rozwiązany 14 czerwca 1919 → 1 bateria wcielona do 9 pułku artylerii ciężkiej, pozostałe do 1/9 pułku artylerii polowej

Artyleria pozycyjna
- Pułk artylerii pozycyjnej (Warszawa) → wcielony do 1 pułku artylerii polowej
- bateria pozycyjna w Ostrołęce → wcielona we wrześniu 1919 do 8 pułku artylerii ciężkiej
- bateria pozycyjna w Różanie → wcielona we wrześniu 1919 do 8 pułku artylerii ciężkiej

Artyleria wałowa
- 1 pułk artylerii wałowej → przemianowany 6 czerwca 1919 na 6 pułk artylerii ciężkiej
- 3 pułk artylerii wałowej w Krakowie → przemianowany  w marcu 1919 na 2 pułk artylerii górskiej
- 1 bateria wałowa (Lwów) wchodziła w skład 4 i 5 pułku artylerii ciężkiej → wcielona ostatecznie do 21 pułku artylerii polowej